# GLUT1
GLUT1 es un acrónimo en inglés para Glucose transporter 1 (o transportador de glucosa 1), conocido también como solute carrier family 2, facilitated glucose transporter member 1 (SLC2A1) (familia 2 de transportadores de solutos, transporte facilitado de glucosa miembro 1). Se trata de una proteína uniportadora, que en los seres humanos se encuentra codificada por el gen SLC2A1. GLUT1 actúa como facilitador de la difusión de glucosa a través de la membrana plasmática de las células de los mamíferos.

## Descubrimiento
GLUT1 fue el primer transportador de glucosa en ser caracterizado, se encuentra altamente conservado en la naturaleza. GLUT1 de humanos y ratones tienen un 98% de homología. A su vez esta proteína posee un 40% de homología con otros transportadores GLUT.

## Función
El metabolismo productor de energía en los eritrocitos depende de un aporte constante de glucosa proveniente del plasma sanguíneo, donde la concentración de glucosa se mantiene a un nivel aproximado de 5mM. La glucosa entra en los eritrocitos por difusión facilitada, vía un transportador específico de glucosa, a una velocidad que es 50 000 veces mayor que la difusión a través de la membrana. El transportador de glucosa de los eritrocitos (llamado GLUT1 para distinguirlo de otras proteínas relacionadas que se encuentran en otros tejidos) es una proteína integral de membrana de tipo III con 12 segmentos hidrofóbicos, cada uno de los cuales se cree que forma una hélice alfa atravesando la membrana plasmática. Aún no se conoce la estructura detallada de GLUT1, pero un modelo plausible sugiere que este arreglo lado-a-lado de varias hélices produce un canal iónico transmembrana alineado con residuos hidrofílicos que pueden formar enlaces hidrógeno con la glucosa, mientras esta se mueve a través del canal.
El transportador GLUT1 es el responsable de la captación basal de glucosa requerida para sostener la respiración en todas las células. Los niveles de expresión de GLUT1 en las membranas celulares se incrementan en respuesta a concentraciones bajas de glucosa en el plasma, y a la inversa disminuyen con el incremento en la glucemia.
GLUT1 también es el principal receptor para la captación de vitamina C además de glucosa, en especial en las células de mamíferos que no producen vitamina C, como parte de una adaptación compensatoria participando en el proceso de reciclado de vitamina C. En los mamíferos que producen vitamina C, a menudo se expresa el transportador GLUT4 en vez de GLUT1.

## Distribución en los tejidos
Se encuentra ampliamente distribuido en tejidos fetales. En adultos se expresa en altos niveles en los eritrocitos y además en las células endoteliales de tejidos barrera, tal como los de la barrera hematoencefálica.

## Estructura
GLUT1 se comporta como una enzima de Michaelis-Menten y contiene 12 hélices alfa transmembrana, cada una de las cuales contiene 20 residuos aminoacídicos. Un análisis de estas hélices muestra que las hélices alfa transmembrana son anfipáticas, con un lado polar y el otro hidrofóbico. Se cree que seis de estas hélices alfa transmembrana se unen juntas para formar un canal polar en el centro a través del cual la glucosa puede difundir, con las regiones hidrofóbicas en el lado externo del canal adyacente a las colas de los ácidos grasos de la membrana.

## Importancia clínica
Las mutaciones en el gen GLUT1 son responsables de la deficiencia de GLUT1 o Enfermedad de De Vivo, una rara enfermedad autosómica recesiva. Esta enfermedad se caracteriza por una baja concentración de glucosa en el líquido cefalorraquídeo (hipoglucorraquia), un tipo de neuroglucopenia, que desemboca en una afectación del transporte de glucosa a través de la barrera hematoencefálica.
El GLUT1 también es el receptor utilizado por el virus linfotrópico T humano (HTLV) para ganar acceso a las células diana.
El GLUT1, además, ha mostrado ser un poderoso marcador histoquímico para el hemangioma de la infancia.

## Interacciones
Se ha demostrado que GLUT1 presenta interacciones proteína-proteína con GIPC1.
GLUT1 presenta dos tipos significativos en cerebro 45k y 55k. GLUT1 45k se encuentra presente en astroglías y GLUT1 55k se encuentra presente en los capilares del cerebro donde es responsable del transporte de glucosa a través de la barrera hematoencefálica, y donde su deficiencia causa los niveles bajos de glucosa en el LCR (menores a 60 mg/dl) que se puede manifestar como convulsiones en los individuos afectados.
Recientemente se ha descrito un inhibidor de GLUT1, DERL3, que se encuentra a menudo metilado en el cáncer colorrectal. En este tipo de cáncer, las metilaciones de DERL3 parecen mediar el efecto Warburg.

## Inhibidores
La fasentina es una pequeña molécula que actúa como inhibidor del dominio intracelular de GLUT1 previniendo la captación de glucosa.